# Apheloceros dasciodes
Apheloceros dasciodes är en fjärilsart som beskrevs av Turner 1947. Apheloceros dasciodes ingår i släktet Apheloceros och familjen mätare. Inga underarter finns listade i Catalogue of Life.